# 그 여름의 마지막 날
"그 여름의 마지막 날"은 1984년에 제작한 대한민국의 영화이다.

## 캐스팅
- 하재영
- 나영희
- 박근형
- 추석양
- 허진
- 이치우
- 진봉진
- 문태선
- 문미봉
- 김지영
- 신찬일
- 박부양
- 장철
- 사원배